# El Cogul
El Cogul település Spanyolországban, Lleida tartományban. El Cogul Alcanó, Alfés, Aspa, Castelldans, L'Albagés, El Soleràs és Granyena de les Garrigues községekkel határos. Lakosainak száma 161 fő (2024).

## Népesség
A település népessége az utóbbi években az alábbiak szerint változott:
| Lakosok száma | 59   | 473  | 432  | 366  | 246  | 218  | 203  | 190  | 158  | 161  |
|               | 1717 | 1887 | 1936 | 1960 | 1986 | 2004 | 2009 | 2014 | 2019 | 2024 |